# آرمیندو نوبز فریرا
آرمیندو نوبز فریرا (پرتغالی: Armindo Nobs Ferreira) بازیکن فوتبال و سرمربی اهل برزیل است.
وی از سال ۱۹۳۴ تا ۱۹۳۵ سرمربی تیم ملی فوتبال برزیل بوده است.